# 霍德迈泽瓦沙尔海伊区
霍德梅泽瓦沙海伊区（匈牙利語：Hódmezővásárhelyi járás），是匈牙利琼格拉德州的一个区，总面积707.77平方公里，总人口56,560人（2011年），人口密度80人/平方公里。中心城市为霍德梅泽瓦沙海伊。

## 市镇
霍德梅泽瓦沙海伊区包含一个州级市、一个城镇和两个村庄。